# Donde Rugen los Volcanes
Donde Rugen los Volcanes é o quinto álbum de estúdio da cantora e compositora espanhola Najwa Nimri em carreira solo. Com todas faixas cantadas em espanhol, é o segundo trabalho da artista a ser gravado em sua língua materna. Além disso, representa uma ruptura com a atmosfera predominantemente acústica dos discos anteriores, com canções de ambientação eletrônica. Foi produzido por Najwa e Raúl "SupercineXcene" Santos, com quem já havia colaborado anteriormente.
A promoção do disco ficou a cargo de dois singles, "Donde Rugen los Volcanes" e "Somos su Nuevo Invítado".

## Alinhamento de faixas
O alinhamento e duração das faixas de acordo com encarte do álbum e Apple Music.
| Donde Rugen los Volcanes |                            |                             |                                     |         |  |
| N.º                      | Título                     | Compositor(es)              | Produtor(es)                        | Duração |  |
| 1.                       | "Nada Nos Puede Pasar"     | Najwa Nimri, Vincent Minana | Nimri, Raúl "SupercineXcene" Santos | 4:27    |  |
| 2.                       | "Donde Rugen los Volcanes" | Nimri                       | Nimri, Santos                       | 3:42    |  |
| 3.                       | "Somos Su Nuevo Invítado"  | Nimri                       | Nimri, Santos                       | 4:48    |  |
| 4.                       | "Mi Cama"                  | Nimri                       | Nimri, Santos                       | 3:29    |  |
| 5.                       | "A Ver si Me Das"          | Nimri                       | Nimri, Santos                       | 5:05    |  |
| 6.                       | "Oigo el Zumbido"          | Nimri                       | Nimri, Santos                       | 4:37    |  |
| 7.                       | "Lenguaje Verde"           | Nimri                       | Nimri, Santos                       | 4:34    |  |
| 8.                       | "Nunca Estuve a Salvo"     | Nimri                       | Nimri, Santos                       | 5:25    |  |
| 9.                       | "Pájaros de Mal Agüero"    | Nimri                       | Nimri, Santos                       | 4:48    |  |
| 10.                      | "En Esta Noche"            | Nimri                       | Nimri, Santos                       | 4:11    |  |
| Duração total:           | Duração total:             | Duração total:              | Duração total:                      | 45:01   |  |

## Promoção
Para promover o disco, Najwa entrou em turnê no dia 1 de junho de 2012, acompanhada de Raúl Santos.

## Singles
"Donde Rugen los Volcanes" foi lançado como primeiro single e conta com videoclipe gravado na ilha de Lanzarote, com direção de Virgil Jubero. 
"Somos su Nuevo Invítado" foi o segundo single do álbum. Seu videoclipe também foi dirigido por Virgil Jubero, tendo como locação para as filmagens a ilha de Ibiza. 

## Desempenho comercial
No mês de seu lançamento, Donde Rugen los Volcanes alcançou o número 1 na seção de música eletrônica da iTunes Store na Espanha.